# John (nummer)
John is een nummer van de Amerikaanse rapper Lil Wayne, in samenwerking met Rick Ross. Het nummer werd uitgebracht op 24 maart 2011 door het platenlabel Young Money/Cash Money en behaalde de 22ste positie in de Billboard Hot 100.